# Међународни празник рада
Међународни празник рада или Први мај (1. мај), такође Празник рада и Мајски дан у појединим земљама, празник је којим припадници и симпатизери радничког покрета исказују општу солидарност радништва и обележавају сећање на достигнућа радничког покрета, односно жртве које су припадници радничког покрета поднели како би се изборили за већа радна права.
Први мај је проглашен међународним празником рада са намером обележавања сећања на демонстрације радничког покрета 1886. године, одржане у Чикагу. Дан рада је један од најраспрострањенијих празника на планети.
Слави се у већини земаља света.

## Историја
Замах прве индустријске револуције и индустријализације у 19. веку обележио је немилосрдно искоришћавање радника и радница од стране власника и послодаваца. Мале наднице, дневни рад од 12 до чак 18 сати, искоришћавање дечје радне снаге и живот на ивици егзистенције резултирали су низом штрајкова у којима су се захтевали достојнији услови рада и живота. Највећи замах раднички покрети су доживели у земљи која је имала најбрже растућу индустрију – САД. Врхунац се догодио у Чикагу, маја 1886. године, када је на улице изашла маса од око 40.000 припадника радничког покрета истичући захтеве симболизоване у три осмице: 8 сати рада, 8 сати одмора и 8 сати културног образовања. Власт је на демонстранте послала јаке полицијске снаге те је избио жестоки сукоб при чему је шест радника убијено, а њих педесетак рањено. Много је демонстраната ухваћено, а вође штрајка изведени су пред суд. Петеро их је осуђено на смрт, а тројица на дугогодишњу робију.
Дана 21. априла 1856. аустралијски клесари у Викторији предузели су масовну обуставу рада у оквиру осмочасовног покрета. То је постала годишња комеморација, надахњујући америчке раднике да имају прву обуставу. Дан 1. мај је изабран за Међународни дан радника у знак сећања на аферу Хејмаркет из 1886. године у Чикагу. Те године, почев од 1. маја, покренут је генерални штрајк за осмочасовни радни дан. Полиција је 4. маја распршила јавно окупљање у знак подршке штрајку када је неидентификована особа бацила бомбу. Полиција је реаговала пуцајући на раднике. Догађај је довео до смрти седам полицајаца и најмање тридесет и осам цивила; повређено је шездесет полицајаца, као и сто петнаест цивила. Стотине радничких вођа и симпатизера је касније похапшено, а четворо је погубљено вешањем, након суђења које је виђено као неправични процес. Следећег дана, 5. маја, у Милвокију у држави Висконсин, државна милиција је пуцала на гомилу штрајкача убивши седам, укључујући једног школарца и човека који је у свом дворишту хранио кокошке.
Године 1889, први конгрес Друге интернационале одржао је састанак у Паризу, на предлог Рејмонда Лавиња који је позивао на међународне демонстрације поводом 1890. годишњице протеста у Чикагу. Први мај је формално препознат као годишњи догађај на другом конгресу Интернационале 1891. године. Након тога су се догодили првомајски нереди 1894. године. Међународни социјалистички конгрес је у Амстердаму 1904. позвао „све организације социјалдемократске партије и синдикате свих земаља да 1. маја енергично демонстрирају за легално успостављање осмочасовног дана, за класне захтеве пролетаријата и за универзални мир.“ Конгрес је одредио да „пролетерске организације свих земаља обавезно зауставе рад 1. маја, где год је то могуће без повреде радника“.
У Сједињеним Државама и Канади септембарски празник, назван Празник рада, први пут је предложен 1880-их. Године 1882, Метју Магвајер, машиниста, први је предложио Празник рада првог понедељка у септембру, док је служио као секретар Централне радничке уније (ЦЛУ) у Њујорку. Други тврде да је празник први предложио Петер Џ. Макгвајер из Америчке федерације рада у мају 1882. године, након што је присуствовао годишњем фестивалу рада одржаном у Торонту у Канади. Године 1887, Орегон је била прва држава Сједињених Држава која је то учинила званичним државним празником. До времена када је постао званични савезни празник 1894. године, тридесет америчких држава службено је прослављало Празник рада. Тако је до 1887. године у Северној Америци Празник рада био успостављен као званични празник, али у септембру, а не 1. маја.
Требало је проћи неколико деценија док су се радници и раднице, првенствено у западним демократским земљама, деловањем све јачих синдиката успели изборити за нешто већа права споразумевајући се са послодавцима уз посредовање државе, тако да су се временом смириле социјалне тензије.
Након бољшевичке револуције, Први мај је постао државни празник у СССР, а потом и у другим насталим једнопартијским државама, којима је политичко-програмски узор био СССР, те је у њима дан временом изгубио своје изворно значење и своју изворну сврху. У једнопартијским режимима и неразвијеним државама раднички покрет је био заштићен само декларативно, а у стварности је био диригован и контролисан за бољитак бирократске елите.
Због каснијих повезивања са једнопартијским системом и бољшевичким комунизмом, Сједињене Америчке Државе помериле су прославу 1. маја на септембар.
Након пада блока једнопартијских режима Први мај добија нову афирмацију као дан борбе за радна и људска права развојем синдикализма и настанком нове левице, која је демократска, те се противи ауторитарности.
Међународни празник рада обележава се великим маршевима, акцијама и демонстрацијама, које организују различити припадници и симпатизери радничког, синдикалног и широког антикапиталистичког покрета. Антикапитализам као широка политичка филозофија окупља различите политичке струје као што су социјалдемократија, демократски социјализам, марксизам различитих струја и анархизам различитих струја.

## Први мај данас
Данас се Први мај или Међународни празник рада обележава кроз различите видове демонстрација и акција као дан борбе за основна људска права сваког радника и сваке раднице или једноставно као дан борбе за права на живот достојан човека. Борба за радна и људска права, која може да подразумева борбу за даље скраћивање радног времена, веће плате, већу заштиту на раду и уопштено даље развијање праведнијег радног законодавства траје још и данас и врло је изгледно да ће и наша деца и деца њихове деце на свој начин водити борбу за своја права.
На простору Балкана обележавање Првог маја више се веже уз гозбу и славље у природи, а мање се веже за историјско сећање на достигнућа светског радничког покрета, демонстрације и борбу за радна права, те је због тога потребно указивати на важност овог дана, његовог значења и његове сврхе.

#### Србија
У Србији је 1. мај (и 2. мај) слободан дан на послу и дан ван школе. То је један од највећих народних празника, и једини званични празник из социјалистичких времена који се још увек званично обележава. Људи га славе широм земље. По традицији 1. мај се обележава сеоским пикницима и роштиљањем на отвореном. У Србији мај обележава топло време. У Београду, главном граду, највише људи иде на Авалу или Кошутњак, који су паркови који се налазе у Раковици и Чукарици. Људи иду широм земље да уживају у природи. Велики верски празник Ђурђевдан је 6. мај, па се неретко дају слободни дани који повезују ова два празника и викенд, стварајући мали пролећни распуст. Први мај слави већина становништва без обзира на политичке ставове.